# Andrea Ballerini
Andrea Ballerini (Florence, 7 februari 1973) is een Italiaans motorcoureur.
Ballerini maakte in 1995 zijn debuut in de 125cc-klasse van het wereldkampioenschap wegrace op een Aprilia. In zijn tweede race al, in een natte Grand Prix van Maleisië behaalde hij met een vijfde plaats zijn eerste punten. Na twee redelijke seizoenen vertrok hij echter weer uit het kampioenschap en stapte over naar het Europees kampioenschap wegrace, maar keerde in 1998 terug op een Honda. Hier werd hij na drie races echter alweer vervangen door Andrea Iommi, maar later in het seizoen verving hij Christian Manna tijdens de races in Catalonië en Australië op een Yamaha. Hij bleef ook rijden in het Europees kampioenschap wegrace, waar hij in 2001 als tweede in de 125cc-klasse eindigde achter Andrea Dovizioso. Dat jaar keerde hij met een wildcard in zijn thuisrace ook terug in het wereldkampioenschap wegrace op een Aprilia en eindigde in deze race als elfde, ook reed hij in de Grand Prix van Rio de Janeiro. In 2002 keerde hij fulltime terug in de 125cc-klasse op een TSR-Honda en eindigde regelmatig in de punten. Vanaf de Grand Prix van Rio de Janeiro stapte hij over naar een Aprilia om Max Sabbatani te vervangen. Uiteindelijk was het zijn succesvolste seizoen, waarin hij als achttiende in het kampioenschap eindigde. In 2003 kwam hij oorspronkelijk nergens uit, maar in de races in Italië en Catalonië mocht hij Stefano Bianco vervangen op een Gilera. Vanaf de Grand Prix van Tsjechië verving hij Leon Camier op een Honda en won in de Grand Prix van Australië, zijn enige Grand Prix ooit. In 2004 kwam hij uit op een Aprilia, maar werd na de Grand Prix van Rio de Janeiro vervangen door Simone Sanna. Vanaf de Grand Prix van Tsjechië keerde hij terug als vervanger van Youichi Ui. In 2005 stapte hij over naar de 250cc-klasse, waarin hij twee seizoenen op een Aprilia reed alvorens aan het eind van 2006 te stoppen met racen.